# Oğuz Kağan Güçtekin
Oğuz Kağan Güçtekin (Mersin, 6 april 1999) is een Turks voetballer die sinds medio 2025 uitkomt voor Iğdır FK.

## Carrière
Güçtekin genoot zijn jeugdopleiding bij Fenerbahçe SK. Op 19 november 2017 maakte hij zijn officiële debuut in het eerste elftal van de club: in de competitiewedstrijd tegen Sivasspor (4-1-winst) viel hij in de 86e minuut in voor Mehmet Topal. Tien dagen later kreeg hij in de bekerwedstrijd tegen Adana Demirspor (6-0-winst) zijn eerste basisplaats. In de seizoenen 2019/20 en 2020/21 leende de club hem uit aan respectievelijk Çaykur Rizespor en Konyaspor.
In augustus 2021 ondertekende Güçtekin een driejarig contract bij de Belgische tweedeklasser KVC Westerlo. In de zomer van 2022 keerde Güçtekin op huurbasis terug naar zijn thuisland, om te spelen voor Bandırmaspor in het tweede niveau. De zomer daarop werd hij definitief overgenomen door Boluspor, uitkomend op hetzelfde niveau.
Medio 2025 tekende Güçtekin bij Iğdır FK.

## Clubstatistieken
| Seizoen | Club              | Competitie      | Competitie | Competitie | Competitie | Beker | Beker | Beker | Europa | Europa | Europa | Totaal | Totaal | Totaal |
| Seizoen | Club              | Competitie      | Wed.       | Dlp.       | Ass.       | Wed.  | Dlp.  | Ass.  | Wed.   | Dlp.   | Ass.   | Wed.   | Dlp.   | Ass.   |
| ------- | ----------------- | --------------- | ---------- | ---------- | ---------- | ----- | ----- | ----- | ------ | ------ | ------ | ------ | ------ | ------ |
| 2017/18 | Fenerbahce        | Süper Lig       | 8          | 0          | 0          | 5     | 0     | 0     | 0      | 0      | 0      | 13     | 0      | 0      |
| 2018/19 | Fenerbahce        | Süper Lig       | 2          | 0          | 0          | 0     | 0     | 0     | 1      | 0      | 0      | 3      | 0      | 0      |
| 2019/20 | → Caykur Rizespor | Süper Lig       | 14         | 0          | 0          | 5     | 0     | 1     | —      | —      | —      | 19     | 0      | 1      |
| 2020/21 | → Konyaspor       | Süper Lig       | 20         | 0          | 0          | 4     | 0     | 0     | —      | —      | —      | 24     | 0      | 0      |
| 2021/22 | KVC Westerlo      | Eerste klasse B | 12         | 0          | 0          | 2     | 0     | 0     | —      | —      | —      | 14     | 0      | 0      |
| 2022/23 | → Bandirmaspor    | 1.Lig           | 27         | 0          | 1          | 1     | 0     | 0     | —      | —      | —      | 28     | 0      | 1      |
| 2023/24 | Boluspor          | 1.Lig           | 34         | 2          | 2          | 2     | 0     | 0     | —      | —      | —      | 36     | 2      | 2      |
| 2024/25 | Boluspor          | 1.Lig           | 38         | 4          | 3          | 0     | 0     | 0     | —      | —      | —      | 38     | 4      | 3      |
| 2025/26 | Iğdır FK          | 1.Lig           | 1          | 0          | 0          | 0     | 0     | 0     | —      | —      | —      | 1      | 0      | 0      |
| TOTAAL  | TOTAAL            | TOTAAL          | 156        | 6          | 6          | 19    | 0     | 1     | 1      | 0      | 0      | 176    | 6      | 7      |

Bijgewerkt tot en met 10 augustus 2025.